# Tourbet Aziza Othmana
Le tourbet Aziza Othmana est un mausolée tunisien situé dans la médina de Tunis, au lieu-dit Halqat Al-Naâl, au fond de l'impasse Ech Chamaiya, non loin de la médersa Ech Chamaiya.

## Histoire
Le mausolée est édifié par Hussein Ier, premier bey husseinite qui a pour épouse une descendante de la princesse Aziza Othmana.
Le 25 janvier 1922, il est classé comme monument.

## Architecture
Le mausolée est constitué de trois parties : les tombes de la princesse Aziza Othmana et de son grand-père Othman Dey au centre, celles de ses serviteurs à gauche et la chambre funéraire de sa famille à droite.
Le sol et les murs de la partie centrale sont couverts de céramique polychrome de Qallaline alors que du stuc couvre la coupole.
Une cloison de bois face à l'entrée sépare le tourbet du mausolée Sidi Ben Arous, alors qu'un mur séparaît les deux bâtiments auparavant.